# Pangur Bán

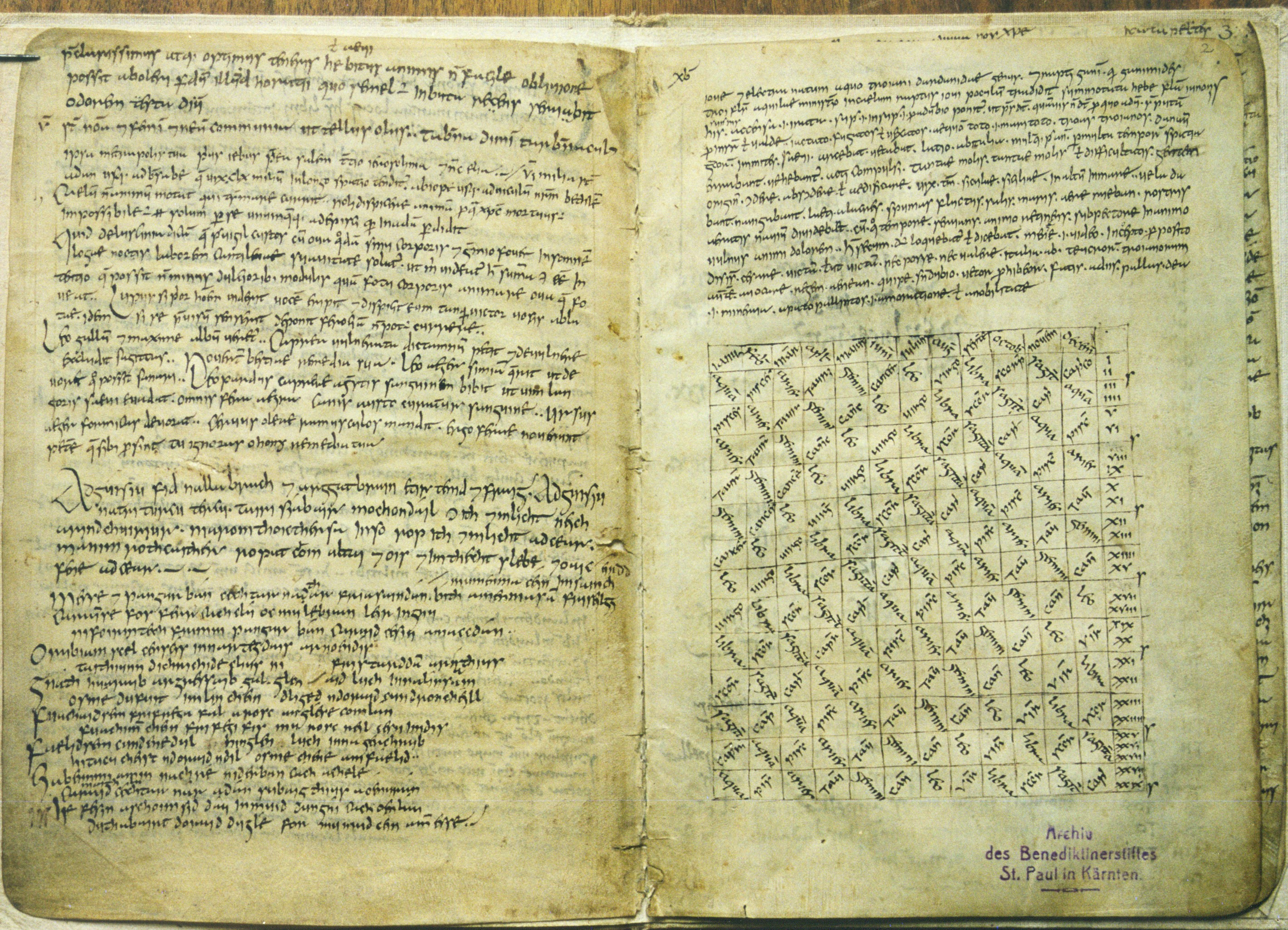
De bladzijde van het Reichenauer Schulheft met onderaan de linkerpagina de oorspronkelijke tekst van Pangur Bán

Pangur Bán is een Oudiers gedicht dat vermoedelijk in de negende eeuw is geschreven in of nabij de Abdij van Reichenau. Het gedicht is geschreven door een Ierse monnik en gaat over zijn kat, die Pangur Bán heet. Sinds begin twintigste eeuw is het gedicht enkele keren vertaald en heeft het als inspiratie gediend voor schrijvers, filmmakers en musici.

## Gedicht
Het gedicht bestaat uit acht strofes van vier regels waarin de dichter de muizenjacht van zijn kat Pangur Bán vergelijkt met zijn eigen jacht naar kennis. Pangur betekent mogelijk 'Volder' (viltmaker); bán betekent ‘wit’ of, als het om mensen gaat, 'blond'. De tekst is anoniem maar lijkt op de poëzie van Sedulius Scottus. Er wordt dan ook wel gespeculeerd dat Sedulius de schrijver is. Het gedicht is te vinden in een manuscript met de naam Reichenauer Schulheft dat tegenwoordig bewaard wordt in het Benedictijner klooster in Sankt Paul im Lavanttal.

## Moderne bewerkingen
In 1903 publiceerden Whitley Stokes en John Strachan het gedicht met een tekstkritische analyse in de Thesaurus Palaeohibernicus.
Het gedicht is daarna vaak in het Engels vertaald, onder andere door de Engelse dichter Robin Flower (1881–1946) en door W.H. Auden. De vertaling van Auden werd door Samuel Barber op muziek gezet en verwerkt in zijn Hermit Songs.
De Engelse schrijfster Fay Sampson schreef een aantal boeken die gebaseerd zijn op het gedicht. Hoofdpersonen zijn de kat Pangur Bán, zijn vriend de monnik Niall en Finnglas, een Welshe prinses. In de Frans-Belgisch-Ierse tekenfilm The Secret of Kells (2009), komt een witte kat voor met de naam Pangur Bán. Tijdens de aftiteling van de film wordt een vertaling van het gedicht in modern Iers voorgelezen. Het album Songs of the Scribe (2011) van de Ierse zangeres Pádraigín Ní Uallacháin bevat een versie van het gedicht met zowel de oorspronkelijke Oudierse tekst als een vertaling door Seamus Heaney.
In 2016 publiceerden schrijver Jo Ellen Bogart en illustrator Sydney Smith een prentenboek met de titel The White Cat and the Monk dat gebaseerd is op het gedicht Pangur Bán.

## Externe bronnen
- Pangur Ban, Cats in History
- Vertaling van Robin Flower
- Vertaling door W.H. Auden
- Ierse tekst en Nederlandse vertaling door Lauran Toorians